# Franziskanerkloster Ellingen

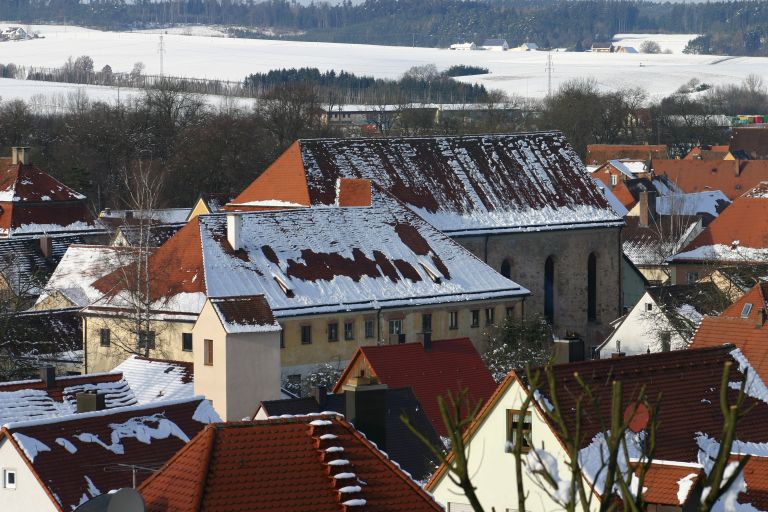
Ehemaliges Franziskanerkloster Ellingen

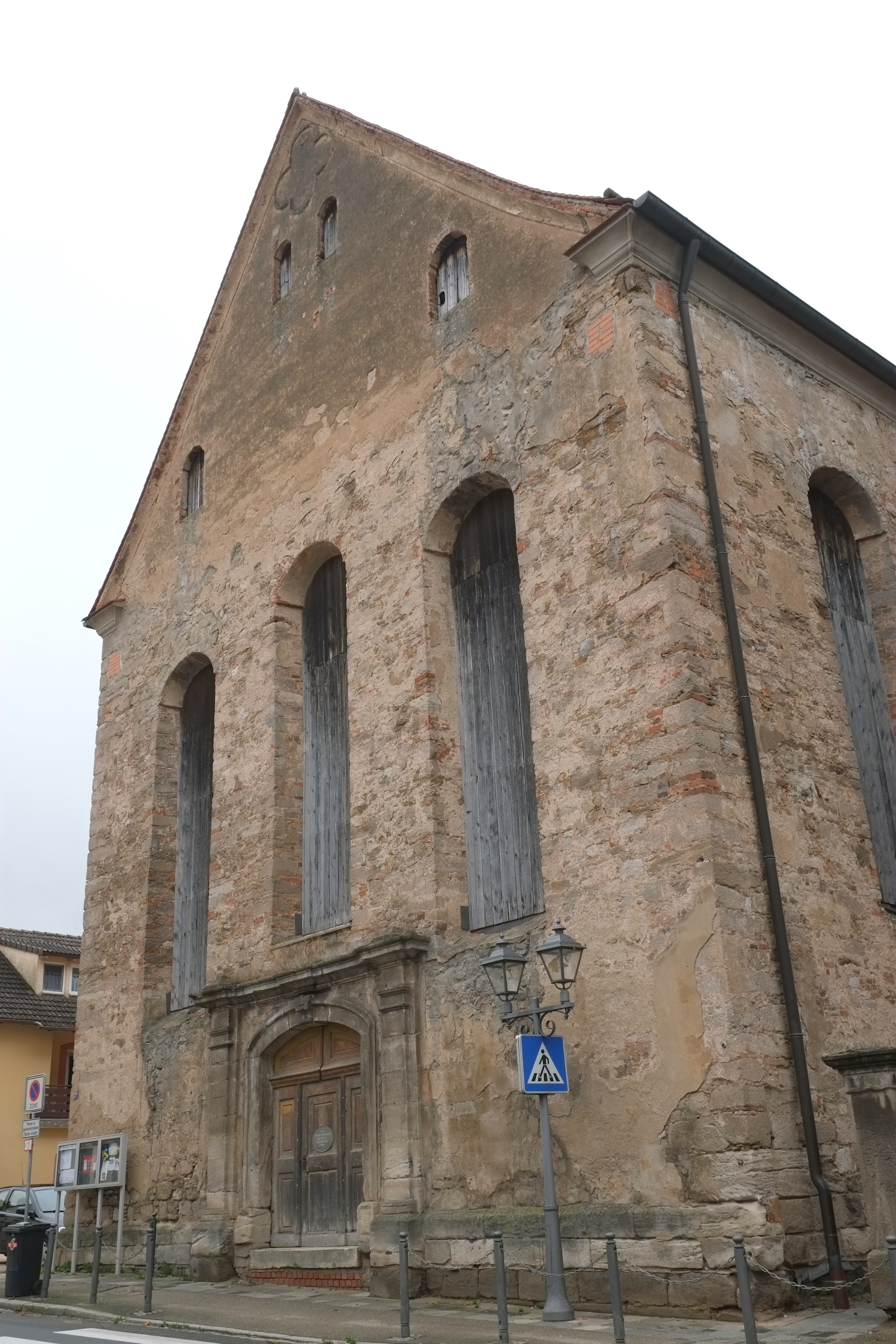
Franziskanerkirche

Das Franziskanerkloster Ellingen war ein Konvent in der Stadt Ellingen im mittelfränkischen Landkreis Weißenburg-Gunzenhausen.

## Geschichte
Schon seit dem Jahr 1660 versuchten die örtlichen Landkomture des Deutschen Ordens, die Errichtung eines Hospizes der Franziskaner in Ellingen zu veranlassen. Gegen den Widerstand der Kapuziner und des zuständigen Bischofs von Eichstätt gelang es aber erst 1736, die erforderliche Bewilligung vom Deutschmeister und Kölner Kurfürsten Clemens August I. von Bayern zu erhalten. Die Grundsteinlegung erfolgte am 29. April 1738, 1740 wurde der relativ schlichte Bau der Klosterkirche im Stil einer Bettelordenskirche geweiht. 1769 befahl der bayerische Kurfürst den bayerischen Franziskanern, alle Klöster außerhalb Kurbayerns aufzugeben. 1773 ging daher das Ellinger Kloster wieder an die Straßburger Ordensprovinz über, aus der die Bayerische Franziskanerprovinz 1625 hervorgegangen war.
Nach der Säkularisation und dem Abriss des Klosters Heiligenblut trafen am 25. Mai 1809 von dort die verbliebenen Franziskaner in Ellingen ein und brachten die Reliquien des hl. Severin mit sich. 1818 wurde das Ellinger Kloster auf Veranlassung des Feldmarschalls Carl Philipp von Wrede, der Ellingen als Thronlehen erhalten hatte, aufgehoben. Heute wird das Klostergebäude als Lagerhalle von der Stadt Ellingen verwendet.

## Orgel des Orgelbaumeisters Anton Bayr
Das Franziskanerkloster besaß die erste Orgel von Anton Bayr aus München, eines berühmten Orgelbauers der Rokoko-Zeit. Diese Orgel wurde am 24. September 1745 fertiggestellt und befindet sich heute im Kultur- und Orgelzentrum Altes Schloss Valley.